# Średnie Państwo

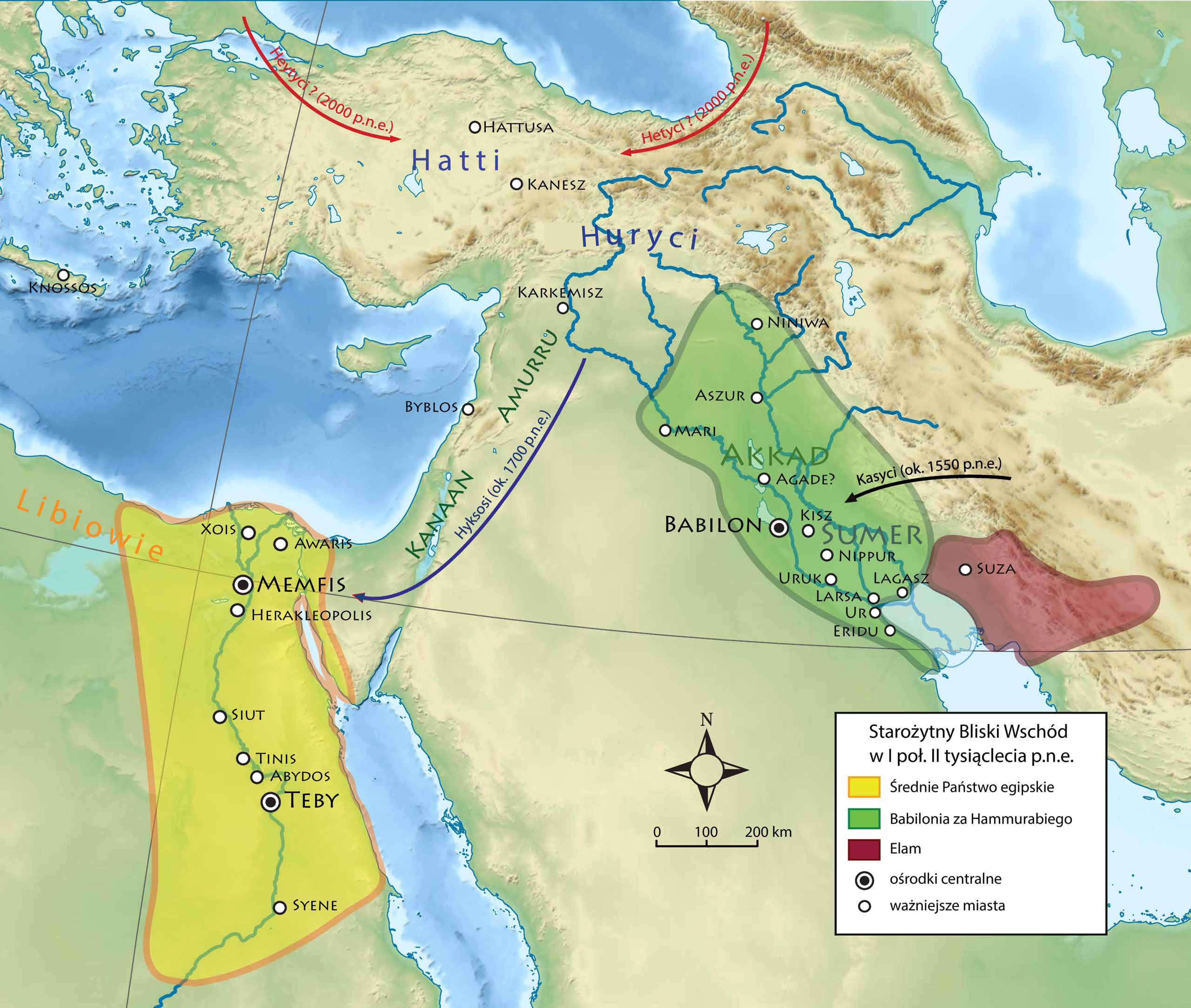
Egipt na tle starożytnego Bliskiego Wschodu w I poł. II tysiąclecia p.n.e.

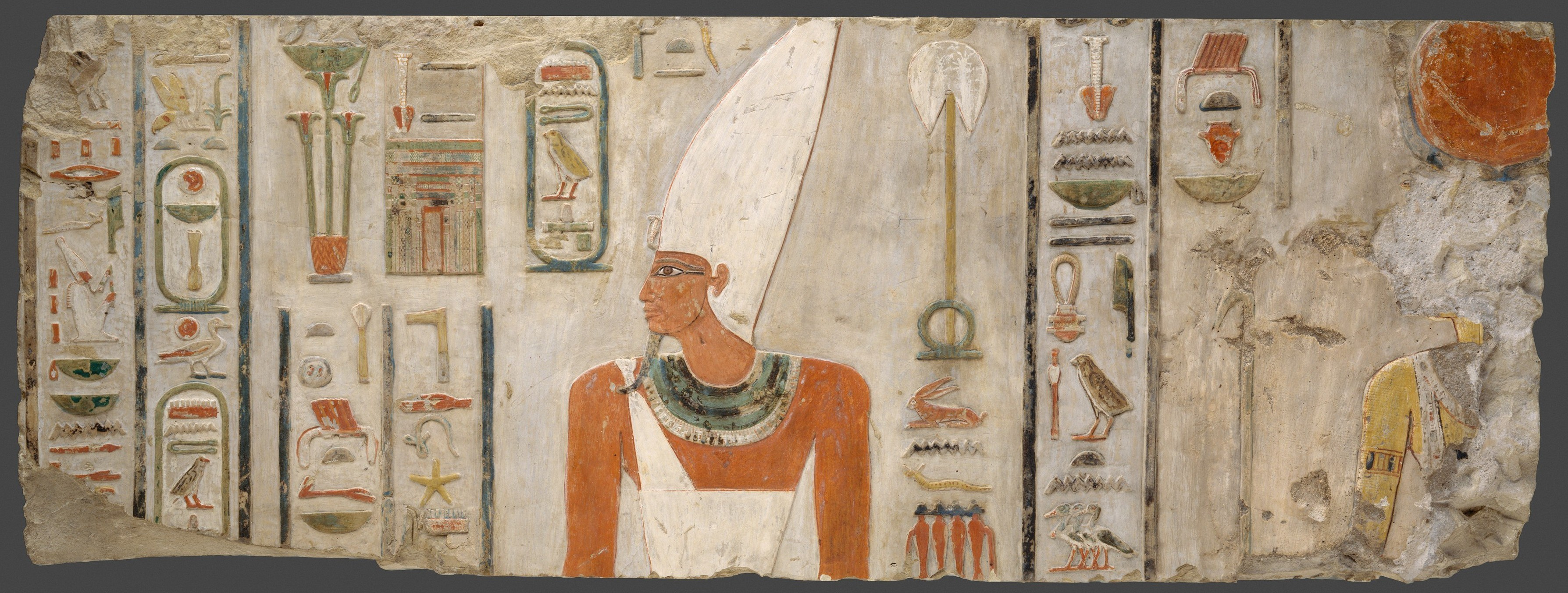
Inskrypcje grobowe Mentuhotepa II

Średnie Państwo – okres w historii starożytnego Egiptu obejmujący panowanie XI i XII, a według niektórych również XIII dynastii, w latach od ok. 2050 do ok. 1760 p.n.e. Jego cechą charakterystyczną był powrót do politycznej jedności i odbudowa potęgi egipskiej monarchii.
Żmudna konsolidacja Dolnego (X dynastia z Heliopolis) i Górnego Egiptu (XI dynastia z Teb) pod koniec trwania Pierwszego Okresu Przejściowego doprowadziła do starcia obu królestw. Górę wzięli tebańczycy, których rządy otworzyły nowy etap historii Egiptu. Odrodzenie władzy centralnej i ponowne narzucenie administracyjnego jarzma zapoczątkowało odrodzenie wewnętrzne, a na późniejszym etapie również zewnętrzne państwa faraonów.
Udane podboje ziem bogatych w surowce oraz zabezpieczenie szlaków handlowych stworzyło dogodne warunki do rozwoju egipskiego rzemiosła, z kolei wzrost handlu doprowadził do niespotykanego do tej pory na Bliskim Wschodzie dobrobytu. Za czasów panowania władców XII dynastii Egipt wszedł w okres wielkiego rozkwitu kulturowego ustanawiając wzorce klasyczne, do których później odwoływały się kolejne pokolenia.
Siłą inercji zdobycze tego okresu przetrwały osłabienie władzy centralnej widocznej za panowania XIII dynastii, a okres długotrwałej pomyślności zakończył dopiero najazd azjatyckich Hyksosów w XVII wieku p.n.e.

## Zjednoczenie Egiptu w czasach panowania XI dynastii
Pierwszy Okres Przejściowy był wynikiem politycznego i społeczno-gospodarczego upadku Starego Państwa. Rozkład władzy centralnej i brak dobrze zorganizowanej administracji doprowadził do usamodzielnienia się poszczególnych nomów. Podlegały one odtąd dziedzicznym rządom dotychczasowych nadzorców (nomarchów) i dopiero za panowania X dynastii z Herakleopolis oraz równolegle panującej XI dynastii tebańskiej doszło do symultanicznego procesu konsolidacji władzy w Górnym i Dolnym Egipcie.
Pierwszym władcą okresu Średniego Państwa i zarazem jego twórcą był piąty z władców XI dynastii tebańskiej Mentuhotep II (syn Intefa III). Około czternastego roku jego panowania wybuchła wojna pomiędzy Górnym Egiptem ze stolicą w Tebach, a rządzonym z Herakleopolis Dolnym Państwem. Przebieg konfliktu pozostaje nieznany, a jedynym reliktem tego wydarzenia wydaje się być tzw. grobowiec wojowników z Deir el-Bahari  mieszczący przypuszczalnie ciała poległych żołnierzy. Unifikacja nie przebiegała bez oporu nawet po śmierci ostatniego władcy z Herakleopolis Merikare, ponieważ dopiero około 39. roku panowania Mentuhotep II przybrał wymowne imię Króla Górnego i Dolnego Egiptu Horusa – tego, który zjednoczył oba kraje.
Nowy faraon resztę panowania poświęcił na odbudowanie jednolitej struktury administracyjnej państwa. Co ważne, rządził ze swojej starej stolicy i większość jego korpusu urzędniczego składała się z zaufanych tebańczyków. Po zjednoczeniu zreformowane zostały tylko urzędy Dolnego Egiptu, a nomom północnym przydzieleni zostali zaufani nadzorcy, stworzono także stanowisko gubernatora rejonu delty oraz przywrócono stanowiska kanclerzy i wezyra. Zakres władzy tych nowych oficjeli był znaczny a skalę samodzielności niektórych z nich potwierdzają inskrypcje (do dowództwa armii i przeprowadzania samodzielnych kampanii wojennych włącznie). Była to jednak cena za skuteczne ograniczenie ambicji i ukrócenie samowoli przyzwyczajonych do całkowitej niezależności nomarchów.
Na panowanie Mentuhotepa II przypadła również odbudowa prestiżu militarnego Egiptu. Za jego rządów przeprowadzono wyprawy przeciwko Libijczykom, koczownikom z Synaju oraz Nubii i chociaż chronologia tych wydarzeń pozostaje sprawą dyskusyjną, wiadomo że w tej ostatniej z wymienionych wypraw, dzięki kampaniom z roku 29. i 31. udało się przywrócić zwierzchność egipską aż po Drugą Kataraktę. Wyprawy te miały niebagatelne znaczenie gospodarcze, ponieważ zabezpieczały i udrażniały szlaki karawanowe oraz zapewniały dopływ surowców z miejscowych kopalń.
W materiale archeologicznym z czasów rządów Mentuhotepa widoczny jest bardzo wyraźny ruch w polityce budowlanej państwa, która stanowiła jeden z najistotniejszych mierników staroegipskiej prosperity. Najważniejsze stanowiska to między innymi El-Ballas, Dendera, El-Kab i Abydos.
Cieniem na rządach Mentuhotepa II położyła się jednak słabość następstwa. Pomimo pewnych osiągnięć takich jak zapoczątkowanie budowy umocnień regionu wschodniej delty, czy kontynuacja polityki budowlanej, rządy wiekowego Mentuhotepa III i Mentuhotepa IV wydają się wskazywać na osłabienie państwowości. W Kanonie Turyńskim, jednym z podstawowych źródeł dla periodyzacji dziejów Egiptu, Mentuhotep IV nie został nawet wymieniony. W inskrypcjach z tego okresu pojawia się natomiast wezyr Amenemhat, tytułowany dziedzicznym księciem i gubernatorem. Zbieżność imion z pierwszym władcą kolejnej XII dynastii Amenemhatem I rodzi przypuszczenia, że na dworze tebańskim mogło dojść do przewrotu.

## Początki panowania XII dynastii

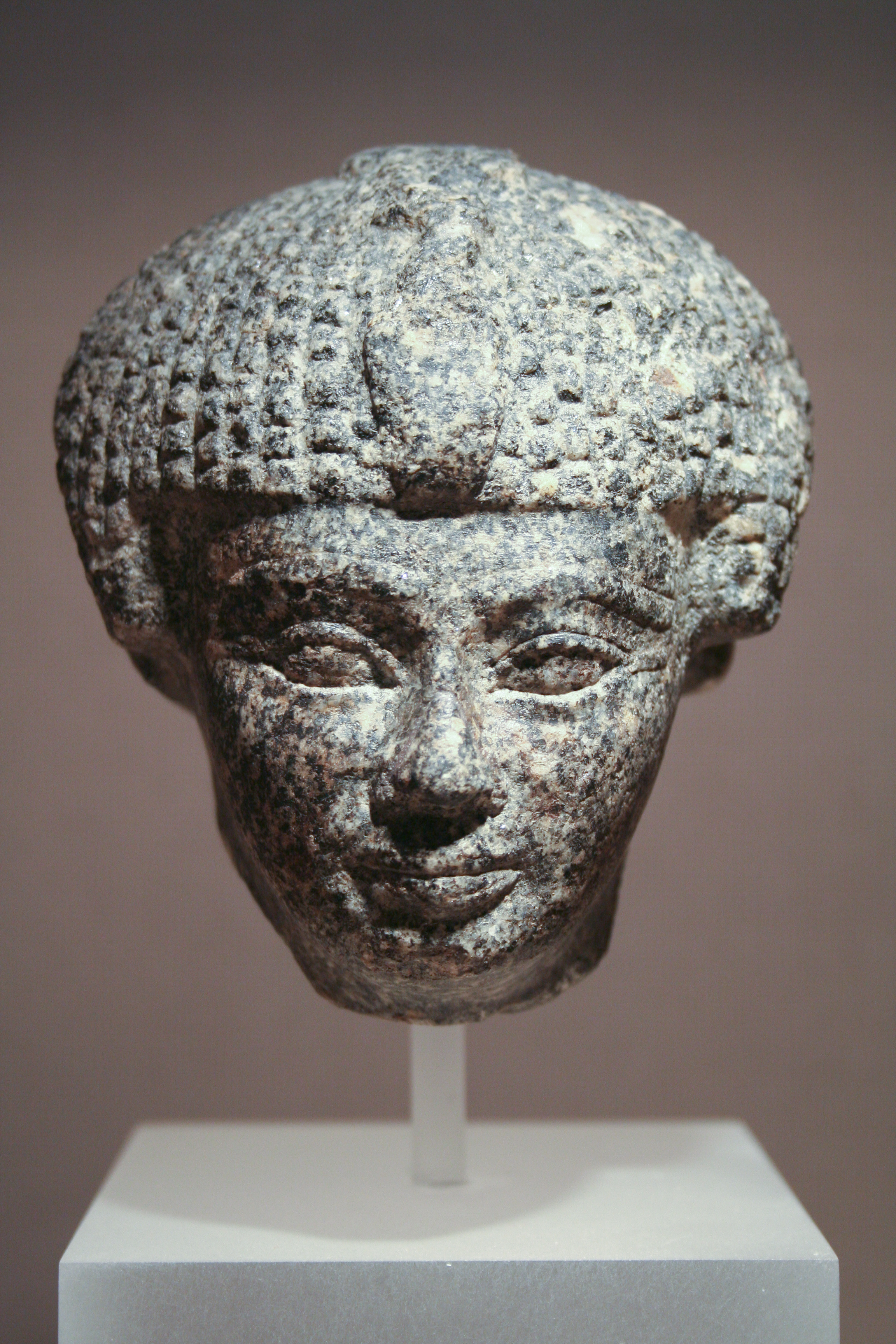
Głowa posągu Senusereta I

Nowy władca Amenemhat I, którego imię własne oznaczało Amon jest na czele, pochodził z północy i był synem kapłana Sezostrisa i Nofret. Jego imię Horusowe Odnawiający narodziny oznaczało w zasadzie pierwszy z rodu. Początki jego panowania to jednak czas kontynuacji, a to każe snuć kolejne domysły dotyczące zmiany dynastii i przypuszczać, że następstwo równie dobrze mogło dokonać się poprzez wybór jakiego dokonał ostatni z faraonów XI dynastii. Aby wzmocnić własną pozycję nowy faraon odwołał się, podobnie jak poprzednicy, do religii. Spreparowano w tym celu Przepowiednię Neferti, która opisywała wojnę domową i chaos w królestwie zakończony wstąpieniem na tron Amenemhata. Oficjalnie przypisywano ją fikcyjnemu kapłanowi z czasów faraona Snofru.
Jedną z największych zmian jakie wprowadził Amenemhat I była reforma administracji. Rozpoczęła się ona przeniesieniem stolicy państwa do Iczi-Taui w pobliżu Liszt w środkowym Egipcie (wciąż nieodnaleziona). Miało to symbolizować, podobnie jak w czasach wcześniejszych, jedność i nowy porządek, wydaje się również, że zdrowy rozsądek nakazywał nowemu władcy uniezależnić się od zdominowanych przez tebańczyków struktur. Dalsze zmiany poszły w kierunku znacznej centralizacji procesów decyzyjnych, ujednolicenia systemu podatkowego, zlikwidowania dziedziczności urzędu nomarchy i co najważniejsze przywrócenia poboru wojskowego. Jego działania na polu gospodarczym (rozbudowa systemu irygacyjnego i wydobycie kruszców) znacznie przyczyniła się do podniesienia standardu życia poddanych, a państwowy kult Amona posłużył do konsolidacji monarchii.
Kolejną z nowości wprowadzonych za rządów Amenemhata było ustanowienie ok. 20. roku panowania koregencji. Polegało to na powołaniu do władzy starszego z synów Senusereta I (Suzostrisa I), który objął władzę nad armią. Był to przyczynek do powszechnej praktyki w ciągu całego panowania XII dynastii. Ruch ten, niezwykle przewidujący i zapewniający następstwo, doprowadził do aktywizacji polityki zagranicznej. W roku 23. i 29. panowania Amenemhata jego syn odbył zwycięskie kampanie w Nubii, a niejaki Nessumontu w 24. pokonał „Azjatów” na Synaju. Zagwarantowało to dostawy surowców z tamtejszych kopalń i przyczyniło się do ponownego nawiązania kontaktów dyplomatycznych z Syropalestyną. Podczas kolejnej kampanii Senusereta przeciwko Libijczykom stary władca został zamordowany. Senuseret szybko jednak opanował sytuację i zapobiegł anarchii.
Długotrwałe rządy Senusereta I, które według Manethona trwały prawie pół wieku, były okresem wewnętrznej stabilności i dalszego poszerzania granic kosztem południowych sąsiadów. Ulokowanie silnego garnizonu w Buhen, który stał się twierdzą graniczną, zapewniło zwierzchnictwo nad krajem Kusz, terytorium niezwykle ważnym ze względu na wydobywane tu złoto, ametyst i miedź.
Za rządów jego następcy Amenemhata II, uznawanych powszechnie za bardzo pokojowe, nastąpiła ekspansja polityczna Egiptu w Syropalestynie. Świadczą o tym egipskie tytuły, które przyjęli lokalni książęta Byblos, a także odnalezione w mieście egipskie artefakty i zapisy hieroglificzne.

## Apogeum świetności

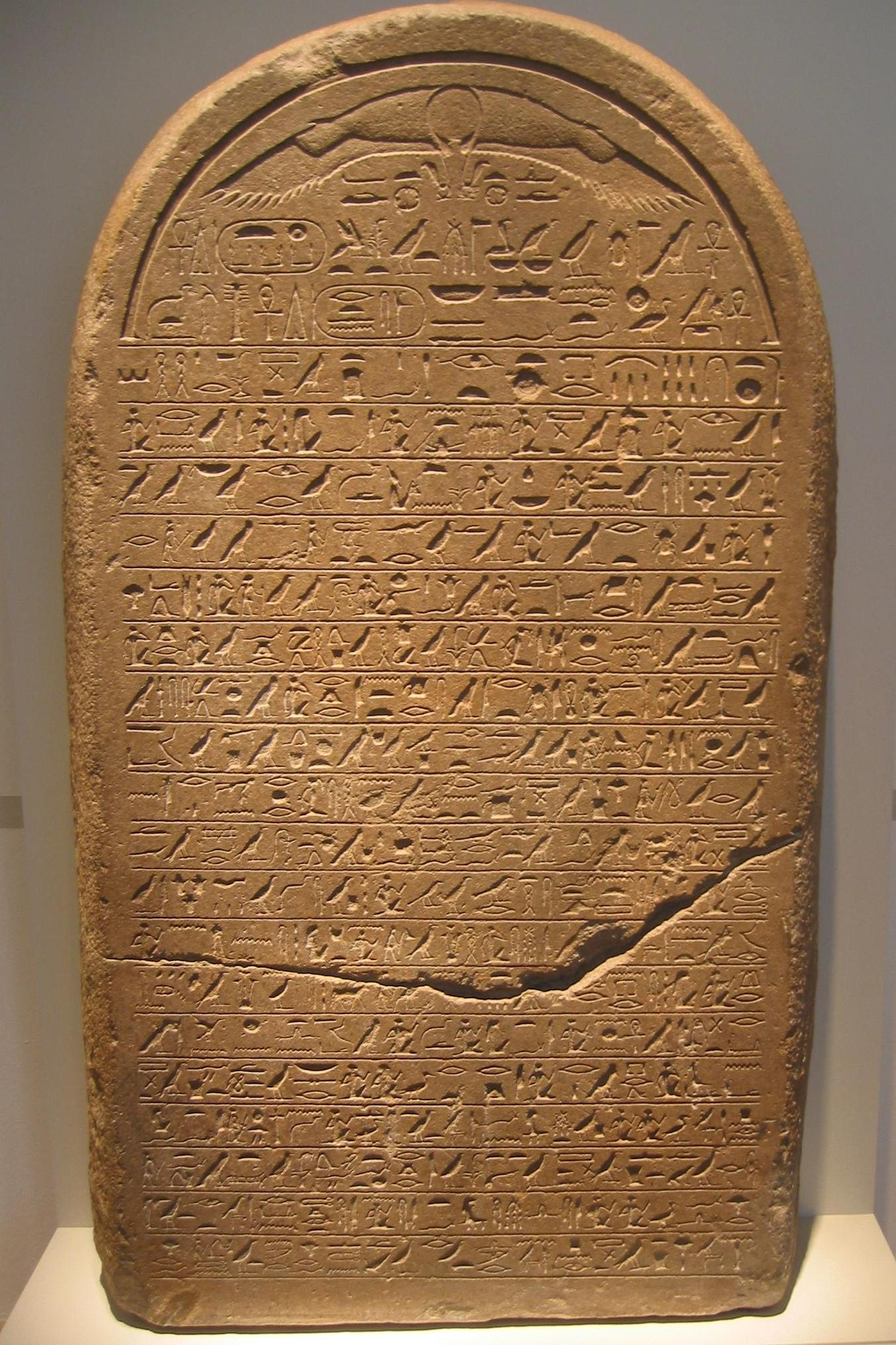
Znacznik graniczny z czasów Senusereta III

Rządy następcy Amenemhata II Senusereta II, znanego głównie z rozpoczęcia prac irygacyjnych w Fajum, przyćmiło panowanie jego imiennika i następcy Senusereta III. Ten ostatni w przeciwieństwie do dwóch poprzedników okazał się wielkim wojownikiem. Znane są jego ekspedycje do Nubii w 8., 10. i 16. roku jego panowania, co jak się wydaje było reakcją na pewne rozluźnienie zwierzchnictwa egipskiego nad terenami nubijskimi na północ od Trzeciej Katarakty. Regularny podbój tej krainy okazał się niezwykle brutalny, a ich opis odnaleźć można w zachowanych inskrypcjach. Nowa granica ustanowiona została w Semna. Wiadomo również o przynajmniej jednej kampanii wojennej Senusereta III w Syrii przeciwko koczowniczym Mencziu.
Zwycięskie wojny zdecydowanie umocniły autorytet Egiptu na zewnątrz, miały również niezwykle istotne znaczenie ekonomiczne. Niezakłócone dostawy do egipskich warsztatów surowców z Nubii i Synaju oraz rosnące zapotrzebowanie na wytwarzane w nich dobra na całym starożytnym Bliskim Wschodzie, przyczyniły się do intensywnego wzrostu gospodarczego i napływu siły roboczej. 20 lat samodzielnych rządów Senusereta III i prawie 50 jego następcy Amenemhata III doprowadziły Egipt do apogeum świetności. Korzystając z wewnętrznego i zewnętrznego pokoju egipska kultura i gospodarka osiągnęły niespotykane dotąd wyżyny. Zapoczątkowana przez Senusereta II prace irygacyjne w Fajum przybrały na sile w czasach panowania jego wnuka Amenemhata III, a później również Amenemhata IV. Z obszaru bagiennego oaza stała się kwitnącą krainą oferującą wiele nowych terenów uprawnych do zagospodarowania. Był również okres panowania Senusereta III i jego następców czasem dynamicznego rozwoju egipskiej literatury (w tym specjalistycznej medycznej i matematycznej), uznanej już w czasach Nowego Państwa za klasyczną. Wszystko to sprawiło, że dla potomnych Senuseret III stał się wręcz władcą legendarnym opisanym wiele lat później przez Herodota jako Sezostris.

### Schyłek
Długotrwałe rządy Amenemhata III doprowadziły do kolejnego kryzysu dynastycznego. Jego następca Amenemhat IV, ze względu na podeszły wiek, rządził bowiem tylko 9 lat, a władza po nim przeszła na jego małżonkę (siostrę?) królową Neferusobek. Ta z kolei utrzymała się na tronie tylko przez 3 lata, co nie zmienia faktu, że była pierwszą kobietą tytułowaną faraonem.
Początek panowania XIII dynastii, od której tradycyjnie rozpoczyna się Drugi Okres Przejściowy, wygląda jednak na całkowicie legalną kontynuację bez jakichkolwiek oznak gwałtownych zmian. Cechą charakterystyczną rządów jej władców było znaczne osłabienie władzy centralnej, co ważniejsze jednak, bez oznak załamania i przy zachowaniu wszelkich form kultury klasycznej, dlatego też niektórzy badacze zaliczają panowanie XIII dynastii do okresu Średniego Państwa, a przynajmniej pierwszą ich połowę.

## Administracja
Zmiany w administracji okresu Średniego Państwa cechowało zmierzanie w kierunku centralizacji procesów decyzyjnych kosztem urzędów prowincjonalnych. Była to odpowiedź władców XI dynastii na swobodę i niezależność nomarchów znaną z Pierwszego Okresu Przejściowego. Powołani w celu jej ograniczenia wyżsi urzędnicy tacy jak wezyrowie, gubernatorzy i kanclerze sami zdobyli znaczny zakres swobód i samodzielności. W okresie późniejszym, w początkach panowania XII dynastii, kiedy stolicę państwa przeniesiono z powrotem w rejon środkowego Egiptu, daje się zauważyć działania zmierzające do ograniczenia również ich władzy. Swego rodzaju absolutyzm (poprzez np. odsunięcie od stanowisk tebańczyków i obsadzanie urzędów przez ludzi całkowicie zależnych od władcy) zapoczątkowali pierwsi faraonowie XII dynastii. Działania te przybrały na sile szczególnie w okresie rządów Senusereta III kiedy zakres uprawnień wezyrów, którzy na domiar złego zaczęli się odwoływać do tradycji rodzinnych, zaczął zagrażać spójności królestwa. Problem rozwiązano poprzez podwojenie urzędu (dwaj dla dwóch krajów – przynajmniej w czasach Senusereta III) i likwidację urzędu nomarchów, na rzecz których powołano kolegialne ministerstwa (3 dla 3 krajów – Egiptu Górnego, Dolnego i Nubii). Przyniosło to zamierzony skutek w postaci ograniczenia wpływów arystokracji i pozbawienia resztek uprawnień urzędników prowincjonalnych, na rzecz wzrostu znaczenia urzędników średniego szczebla (np. zarządców miast).

### Armia
Armia od czasów Amenemheta I pochodziła z poboru, zorganizowana była w regimenty stacjonujące w prowincjach, noszące nazwy wywodzące się od nomów w których bazowały. Na czele garnizonu stał wojskowy skryba, który był kimś w rodzaju dzisiejszego kwatermistrza i dowódcą w jednym. Żołnierzom przysługiwała zapłata w postaci wyżywienia, zakwaterowania, ekwipunku, udziału w łupach i specjalnych nagród fundowanych przez faraona. Pomimo faktu, że na dworze znajdowało się stanowisko nadzorcy wojskowego, głównodowodzącym był zawsze władca, a w okresie rządów XII dynastii z reguły następca tronu. Ze względu na fakt, iż większość żołnierzy w garnizonach stanowili zwykle miejscowi, oddziały z łatwością ulegały wpływom lokalnych nomarchów, przekształcając się de facto w prywatne armie. Dlatego też faraonowie Średniego Państwa utrzymywali zwykle armię najemną werbowaną głównie wśród najbliższych sąsiadów: Libijczyków, Nubijczyków i Syryjczyków.

### Handel z sąsiadami
Również handel zagraniczny stanowił domenę administracji, która biorąc udział w organizacji wymiany nie omieszkiwała czerpać z tego tytułu dochodów. Dzięki niebywałemu rozwojowi ekonomicznemu kraju nad Nilem, którego głównym filarem był nieograniczony dostęp do surowców, wytwory egipskiego rękodzieła docierały do większości zakątków starożytnego Bliskiego Wschodu. Sam Egipt utrzymywał kontakty handlowe również z rejonem Morza Egejskiego, o czym świadczą znaleziska ceramiki minojskiej nad Nilem oraz artefaktów egipskich na stanowiskach archeologicznych na Krecie. Faraonowie wspierali głównie import dóbr trudno dostępnych i luksusowych za jakie uważano drewno, oliwę, srebro oraz kość słoniową. Wymienionymi dobrami handlowano głównie z miastami syryjskimi.

## Architektura
Architektura tego okresu wydaje się mieć wymiar zdecydowanie bardziej ludzki m.in. w porównaniu z kolosalnymi piramidami symbolizującymi okres Starego Państwa. Brakuje tego typu budowli w architekturze Średniego Państwa. Nie oznacza to jednak, że zniwelowana została ogromna przepaść dzieląca poddanego i monarchę, którą w okresie wcześniejszym symbolizowała między innymi architektura grobowa.

### Grobowa

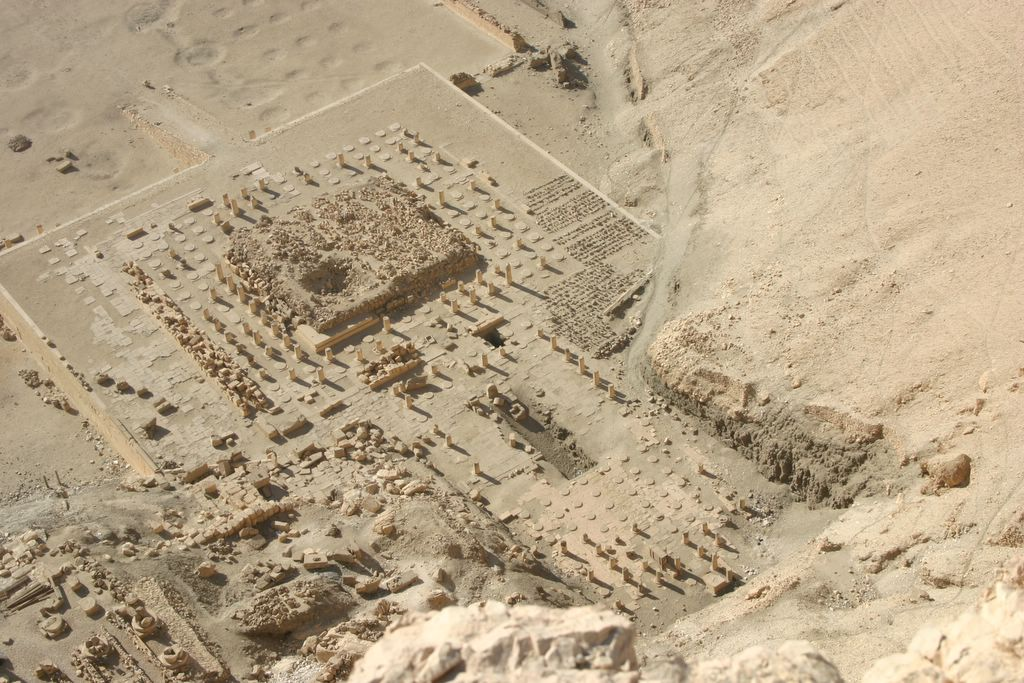
Świątynia grobowa Mentuchotepa II w Deir el-Bahari

Faraonowie XI dynastii budowali swoje świątynie grobowe niedaleko Karnaku w Deir el-Bahari. Grobowiec Mentuhotepa II to rodzaj zaawansowanej architektonicznie mastaby z wielkim dziedzińcem otoczonym portykiem z filarami, na którym spoczywał taras. Wraz z przeniesieniem stolicy do środkowego Egiptu (Icz-Tawi) znaczenia nabrała tradycja. Faraonowie XII dynastii byli z tego względu znacznie bardziej skłonni do budowli wzorowanych na tych z okresu poprzedniego, ale już nie tak monumentalnych i przytłaczających. Ograniczano się do budowy szkieletu z kamienia, a struktury nośnej z cegieł. Nekropolie powstawały głównie w Liszt i Dahszur. Obok grobowców władców powstawały również znaczne grobowce prywatne należące do dostojników państwowych. Choć zwyczaj ten rozpoczął się wraz rozkwitem Starego Państwa, znaczenia nabrał w okresie przejściowym i kontynuowany był przez urzędników tebańskich za czasów XI dynastii. Ich groby znajdowały się niedaleko stolicy w rejonie Assasif czy Dra Abul. Były znacznie skromniejsze niż grobowce faraonów. W większości wykute w skale z niewielkimi dziedzińcami. Budownictwo grobowe nomarchów charakterystyczne dla okresu zaburzeń zanikło w czasach Średniego Państwa wraz z intensywnymi reformami administracji.
Chociaż obrządek pogrzebowy stanowił centralny punkt egipskiej religii, należy oddzielić architekturę grobową od architektury sakralnej. Ta druga miała charakter budowli poświęconych bóstwom, nawet jeżeli czczony był władca uosabiający Ozyrysa. Do naszych czasów najlepiej zachowała się świątynia Senusereta I w Liszt, dzięki czemu można było odtworzyć jej plan. Zbudowana była z cegły, a wewnątrz wyłożona białym wapieniem. Całość otoczona była podwójnym murem.

### Mieszkalna

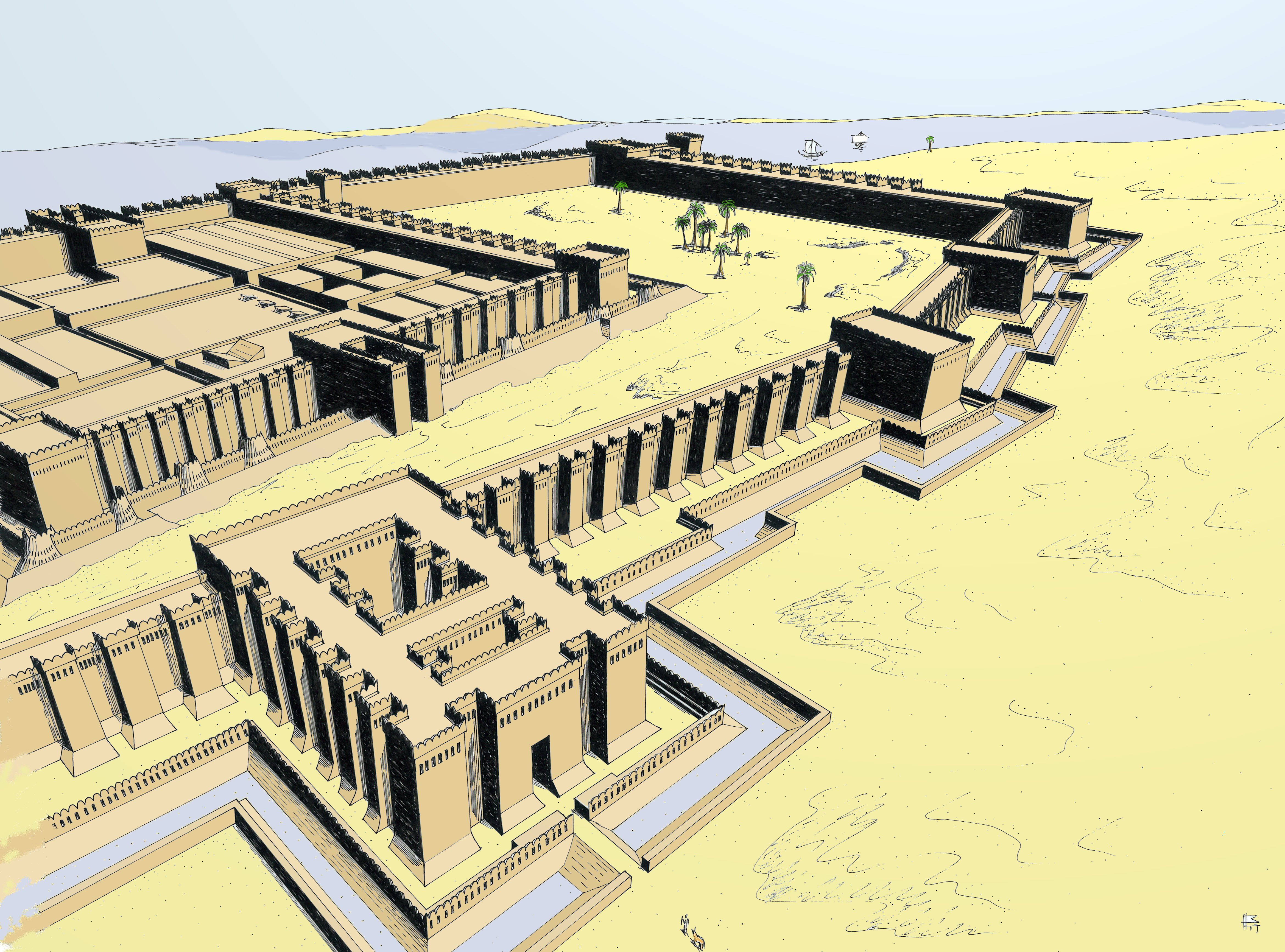
Szkic modelu zrekonstruowanej twierdzy Buhen

Budownictwo mieszkalne tego okresu zostało dosyć dobrze poznane pomimo faktu, iż budowano je z materiału wyjątkowo nietrwałego jakim była suszona, gliniana cegła. Wykopaliska archeologiczne pozwoliły na poznanie rozkładu urbanistycznego wyjątkowo dynamicznie rozwijających się skupisk ludzkich. Ich wygląd znamy z pozostałości tzw. domów dusz, tzn. modeli domów pozostawianych w miejscach pochówków, o których wierzono, że mieszka w nich po śmierci ludzka dusza. Z materiału tego wiadomo, że większość społeczeństwa egipskiego mieszkała w mało komfortowych warunkach, na które składały się domy lub mieszkania o co najwyżej dwóch izbach, rzadko piętrowe. Dach zazwyczaj drewniany wsparty był na drewnianych kolumnach. Zupełnie inaczej sprawa się miała w przypadku domów bogaczy obszernych, wieloizbowych, muszących pomieścić liczną służbę i sprzęty stanowiące o statusie właściciela. Same miasta, które wyjątkowo bujnie rozwijały się w okresie Średniego Państwa, podzielone były na dzielnice bardziej i mniej zamożnych mieszkańców zwykle posiadających odrębne bramy.

### Wojskowa
Bardzo dobrze poznana została również architektura wojskowa z tego okresu, szeroko opisana w źródłach i w większości zidentyfikowana z istniejącymi stanowiskami archeologicznymi. Z łańcucha twierdz jakie broniły południowej granicy i kopalń złota północnej Nubii, największa była twierdza Buhen, która pełniła rolę kwatery głównej. Wiemy dzisiaj również, że twierdza miała także mieszkańców niezwiązanych z armią, a miasto, które otaczały potężne mury, miało nawet własną kanalizację. Wykopaliska przeprowadzone w tym miejscu dały obraz wyjątkowo wysokiego poziomu życia w tej oddalonej setki kilometrów od stolicy placówce.

## Religia

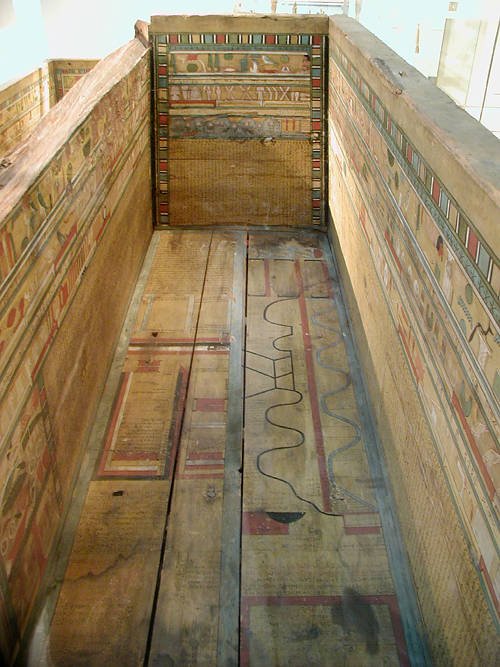
Trumna Deir el-Baszra zawierająca na ścianach bocznych mapę świata podziemnego British Museum

Najciekawsze i najbardziej znaczące pozostałości sztuki sepulkralnej okresu Średniego Państwa to prostokątne trumny odnalezione w grobach urzędników prowincjonalnych z Deir el-Bersza. Dają one obraz niezwykłego kunsztu kreślarskiego artystów, którzy ozdobili je napisami hieroglificznymi oraz przedstawieniami symbolicznymi o charakterze eschatologicznym. Są one kopalnią wiedzy dla badaczy religii starożytnego Egiptu, gdyż zawierają liczne zaklęcia mające zapewnić pomyślność zmarłemu na tamtym świecie i ochronić go przed czyhającymi niebezpieczeństwami. Do tej pory odnaleziono ok. 1000 tekstów trumiennych z tamtego okresu.
Jednym z ciekawszych wydarzeń o charakterze religijnym w początkach II tysiąclecia p.n.e. wydaje się być kwestia deifikacji faraona Mentuhotepa opisywanego jako syna Hathor. Na przedstawieniach z epoki widoczne są przypisywane mu aspekty boskie jak choćby korona Amona, a jego imię horusowe (Boska jest Biała Korona) oraz znaleziska z Deir El-Bahri wskazują na fakt oddawania mu czci i to na kilkaset lat przed tym, zanim tego typu idee stały się centralnym punktem religii okresu Nowego Państwa. Współczesna nauka przypisuje ten fakt próbom podreperowania reputacji władcy i jego praw do tronu, które w świetle najnowszych badań wydają się mocno wątpliwe.
Kolejnym przykładem ożywionego życia religijnego była wspomniana już Przepowiednia Neferti, której założyciel XII dynastii faraon Amenemhat I użył do wzmocnienia swoich praw do tronu. Ze względu na charakter opisanych wydarzeń, przez niektórych uznawana za jeden z pierwszych w historii tekstów o charakterze mesjanistycznym.

## Sztuka

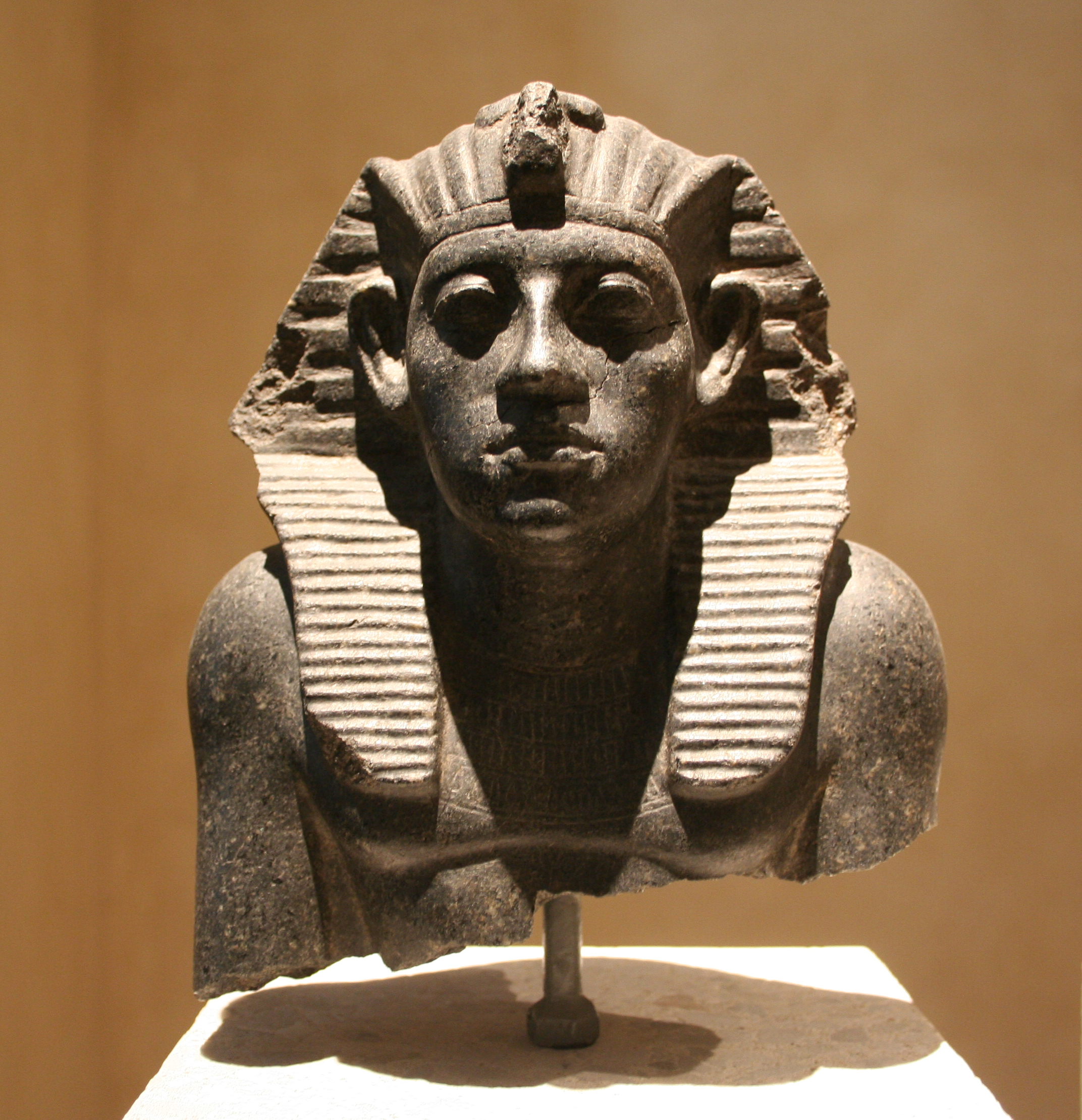
Fragment posągu Amenemheta III. Muzeum Egipskie w Berlinie

Średnie Państwo to okres klasyczny rozwoju kultury egipskiej, będący odzwierciedleniem równowagi wyrażającej się w harmonijnym rozwoju ekonomicznym (przy równym udziale ośrodków prowincjonalnych). Zdobycze kulturalne tego okresu staną się wzorem do naśladowania, a nawet ideałem kulturowym dla twórców epok późniejszych.
Ustanowienie silnej władzy królewskiej oraz powrót do zakrojonej na szeroką skalę polityki budowlanej, miał również swoje odbicie w sztuce. Malowidła, rzeźba, zdobnictwo zaczęły ponownie podlegać ściśle określonym kanonom. Najłatwiej zauważyć to na przykładzie sztuki rzeźbiarskiej, której liczne pozostałości najwyraźniej oddają zaistniałe zmiany. Kanon proporcji znacznie uściślono poprzez wrysowanie przedstawianej postaci w siatkę. Szerokość jednej kratki równała się szerokości pięści, długość stopy to trzy kratki, wysokość postaci stojącej to osiemnaście kratek, a siedzącej czternaście. Wprowadzenie siatki znacznie ułatwiało przedstawianie scen. Jeżeli brały w nich udział osoby z różnych grup społecznych, każda z nich posiadała odrębną kratkę. Ułatwiało to zarządzanie polityką budowlaną oraz towarzyszącym jej zdobnictwem. Dzięki ściśle określonym zasadom projekt zdobniczy którego schemat przygotowywano w stolicy, z łatwością podlegał powiększeniu w warsztatach dużo odległych i był zrozumiały nawet dla średnio wprawionych rzemieślników. Jednymi z najlepszych przedstawień tego kanonu są dwie siedzące figury Amenemhata III, o których wspominał już Herodot (Dzieje II.149).

### Literatura
Rozrost aparatu urzędniczego i pisarskiego przyczynił się do niespotykanego dotąd w historii Egiptu rozwoju form pisarskich. Większość gatunków literackich, począwszy od nauk (porad), poprzez literaturę religijną, profetyczną i przygodową była w tym okresie uprawiana. Po raz pierwszy w historii głównym bohaterem mógł być zwykły śmiertelnik, co było niedopuszczalne w epoce poprzedniej.
Maksymy Ptahotepa, Wskazówki dla Kagemni, Maksymy Dżedefhora, Przestrogi czy  Wskazówki dla Merikare są tekstami o znaczeniu politycznym. Najważniejszym tekstem tego typu pozostawała jednak Kemit (od Kemet Czarnej Ziemi, nazwy Egiptu), która opiewała doskonałość kraju faraonów. Do pism politycznych zaliczyć można również Naukę Amenemheta I i Proroctwo Neferti, które ma zarazem znaczenie profetyczne napisane w początku panowania XII dynastii. Jest to również okres rozkwitu powieści. Opowieść o Sinuhecie czy Opowieść o Rozbitku z czasów Amenemheta III powstały w związku z jak się wydaje licznymi ekspedycjami militarnymi i handlowymi poza granice Egiptu, szczególnie do Nubii.